# Cerkiew Świętych Borysa i Gleba w Grodnie

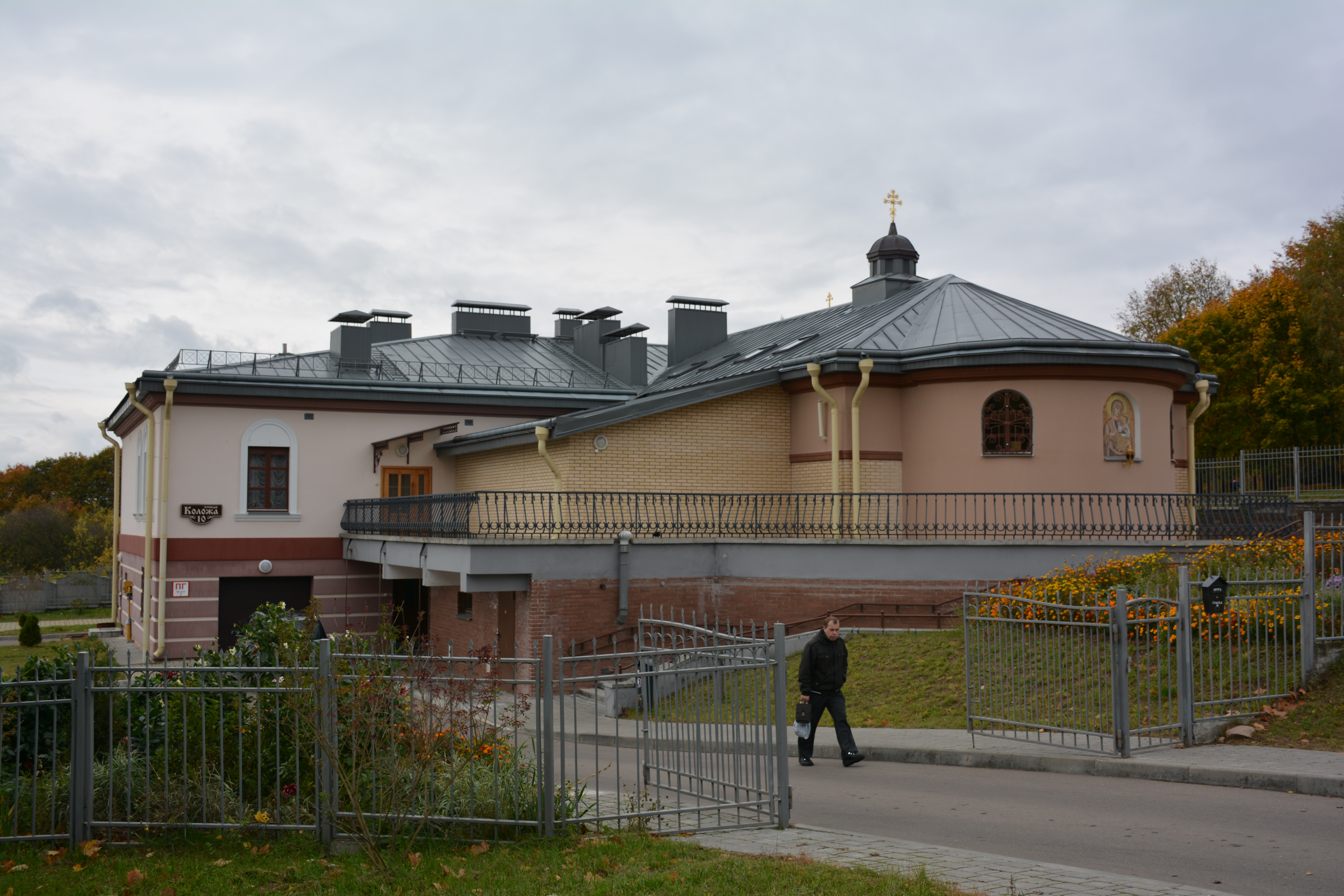
Dom parafialny z cerkwią Kołoskiej Ikony Matki Bożej

Cerkiew Świętych Borysa i Gleba (biał. Царква Св. Барыса і Глеба) – najstarsza cerkiew prawosławna w Grodnie, w jurysdykcji eparchii grodzieńskiej i wołkowyskiej Egzarchatu Białoruskiego. Jedyny zachowany zabytek architektury staroruskiej sprzed najazdu mongolskiego na zachodniej Białorusi. Świątynia parafialna (w dekanacie grodzieńskim).

## Historia
Cerkiew została zbudowana na Kołoży przy ujściu Horodniczanki do Niemna przez księcia Wsiewołoda Dawidowicza. Jej patronowie Borys i Gleb byli równocześnie patronami jego dwóch synów. Jest to jedna z najstarszych zachowanych prawosławnych świątyń w Europie północnej. Pierwsza wzmianka o niej pochodzi z 1138. Była wielokrotnie niszczona i odbudowywana. Była odnawiana na początku XVI wieku przez Bogdana Bogutowicza. Prawdopodobnie w XVI w. powstał przy niej prawosławny monaster Świętych Borysa i Gleba. W 1635 obiekt został przejęty przez unitów, zaś w 1697 powstał przy nim klasztor bazyliański.
W 1839 na mocy postanowień synodu połockiego przestał istnieć Kościół unicki na ziemiach białoruskich i litewskich. Położone na tym obszarze monastery zostały przemianowane na męskie prawosławne wspólnoty mnisze. W takich okolicznościach doszło do reaktywacji monasteru Świętych Borysa i Gleba. W 1853 w wyniku osunięcia się skarpy niemeńskiej zawaliły się południowa ściana i apsyda. Na wniosek metropolity wileńskiego i litewskiego Józefa cerkiew została zamknięta dla celów kultowych, a jej wyposażenie przeniesione do innej świątyni. Również monaster zmienił swoją siedzibę, przenosząc się w 1854 do zarekwirowanego przez władze carskie budynku klasztoru bernardynek. Uszkodzona cerkiew została zabezpieczona i odremontowana z funduszy wydzielonych przez cara Aleksandra II.
W 1948 władze radzieckie urządziły w budynku cerkiewnym muzeum. Przywrócenie obiektowi funkcji kultowych nastąpiło w 1991. W 2004 roku cerkiew została wpisana na listę informacyjną UNESCO.

## Architektura

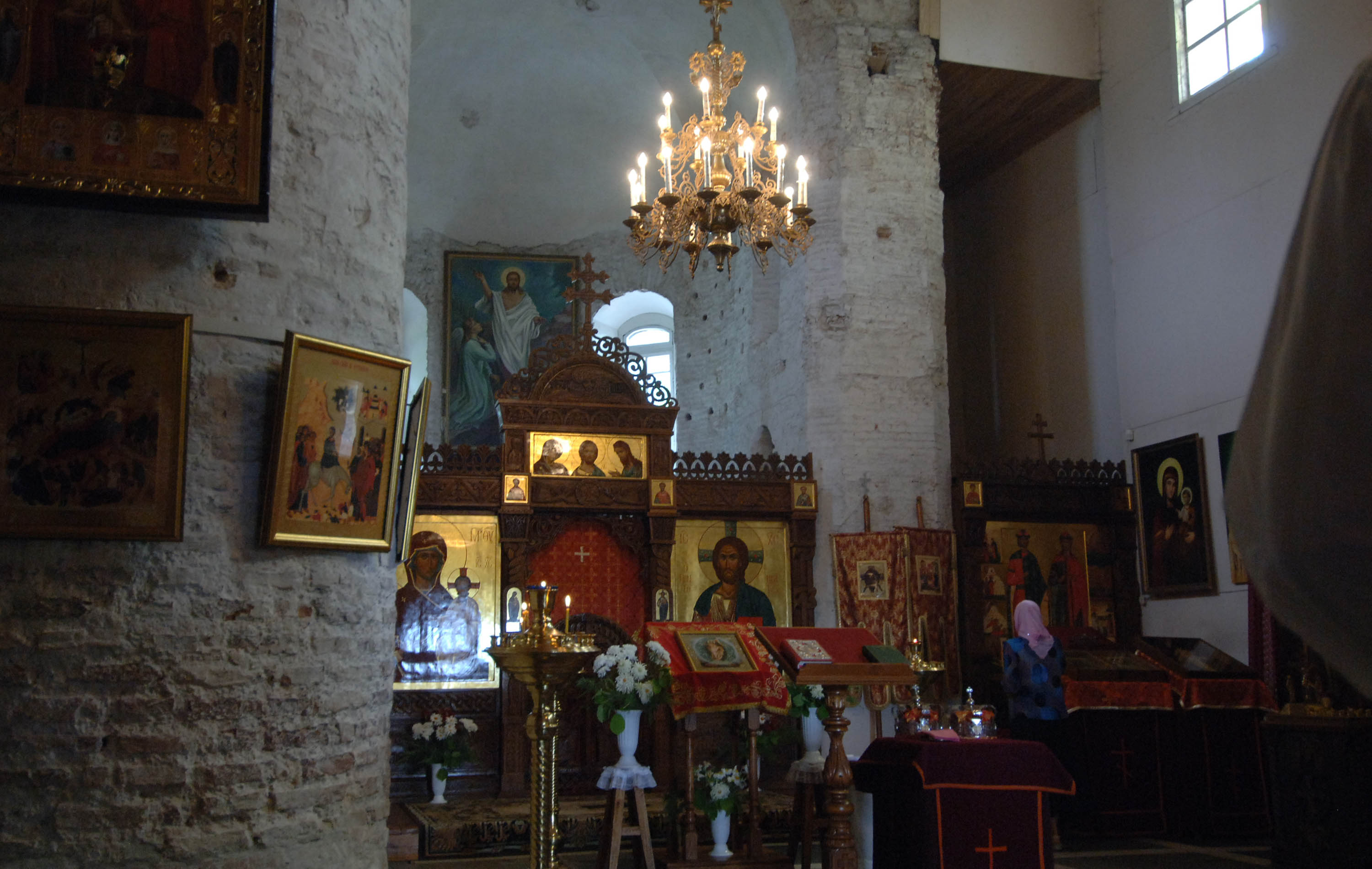
Wnętrze cerkwi

Była to halowa budowla trójnawowa o trzech absydach, wzniesiona z cegły z dodatkiem kamienia oraz posiadająca dekorację w postaci barwnych ceramicznych plakiet, układanych w krzyże na zewnętrznych ścianach. Wewnątrz stosowano specjalne naczynia, które umieszczane w ścianach i sklepieniach doskonaliły akustykę świątyni.